# (245943) Davidjoseph
(245943) Davidjoseph est un astéroïde de la ceinture principale.

## Description
(245943) Davidjoseph est un astéroïde de la ceinture principale. Il fut découvert le 14 septembre 2006 à Mauna Kea par Joseph Masiero. Il présente une orbite caractérisée par un demi-grand axe de 3,12 UA, une excentricité de 0,15 et une inclinaison de 1,4° par rapport à l'écliptique.

## Compléments